# Gilena
Gilena település Spanyolországban, Sevilla tartományban. Gilena Aguadulce, Estepa, Pedrera és Osuna községekkel határos. Lakosainak száma 3658 fő (2024).

## Népesség
A település népessége az elmúlt években az alábbi módon változott:
| Lakosok száma | 3868 | 3821 | 3915 | 3933 | 3919 | 3867 | 3826 | 3727 | 3702 | 3658 |
|               | 2001 | 2004 | 2007 | 2009 | 2012 | 2014 | 2017 | 2019 | 2022 | 2024 |